# King Tubbys Meets Rockers Uptown
King Tubbys Meets Rockers Uptown är ett musikalbum av Augustus Pablo släppt 1976. Det här albumet räknas som en milstolpe inom duben, inte minst genom titelspåret som ofta räknas som den mest definitiva dublåten. Titelspåret, som i normalversion är en låt med Jacob Miller, gör dock att resten av albumet, vilket anses minst lika definitivt, blivit lite bortglömt.

## Låtlista
Alla låtar skrivna av Augustus Pablo.
1. "Keep on Dubbing" - 3:09
2. "Stop Them Jah" - 2:54
3. "Young Generation Dub" - 2:36
4. "Each One Dub" - 2:57
5. "555 Dub Street" - 2:43
6. "Brace's Tower Dub" - 2:53
7. "Brace's Tower Dub No. 2" - 2:34
8. "King Tubby Meets the Rockers Uptown" - 2:58
9. "Corner Crew Dub" - 3:05
10. "Skanking Dub" - 2:44
11. "Frozen Dub" - 2:54
12. "Satta Dub" - 4:20